# Linje 9 (Paris metro)
Paris metrolinje 9 i Paris tunnelbana invigdes år 1922 i Paris i Frankrike. Den är en av 16 linjer som ingår i nätet.  Linjen sammanbinder Pont de Sèvres i Boulogne i väst med Mairie de Montreuil i öst. Med en längd av 19,6 km och 37 stationer är det den 4:e mest trafikerade linjen i nätet.

## Historia
- 1922: Sträckan Porte de St-Cloud till Chaussée d'Antin öppnar.
- 1928: Linjen förlängs från Chaussée d'Antin till Richelieu-Drouot.
- 1933: Delen Richelieu-Drouot till Porte de Montreuil öppnar
- 1934: Sträckan Porte de St-Cloud till Pont de Sèvres öppnar.
- 1937: Sträckan Porte de Montreuil till Mairie de Montreuil öppnar.
- 1939: Stationen Saint-Martin läggs ner.

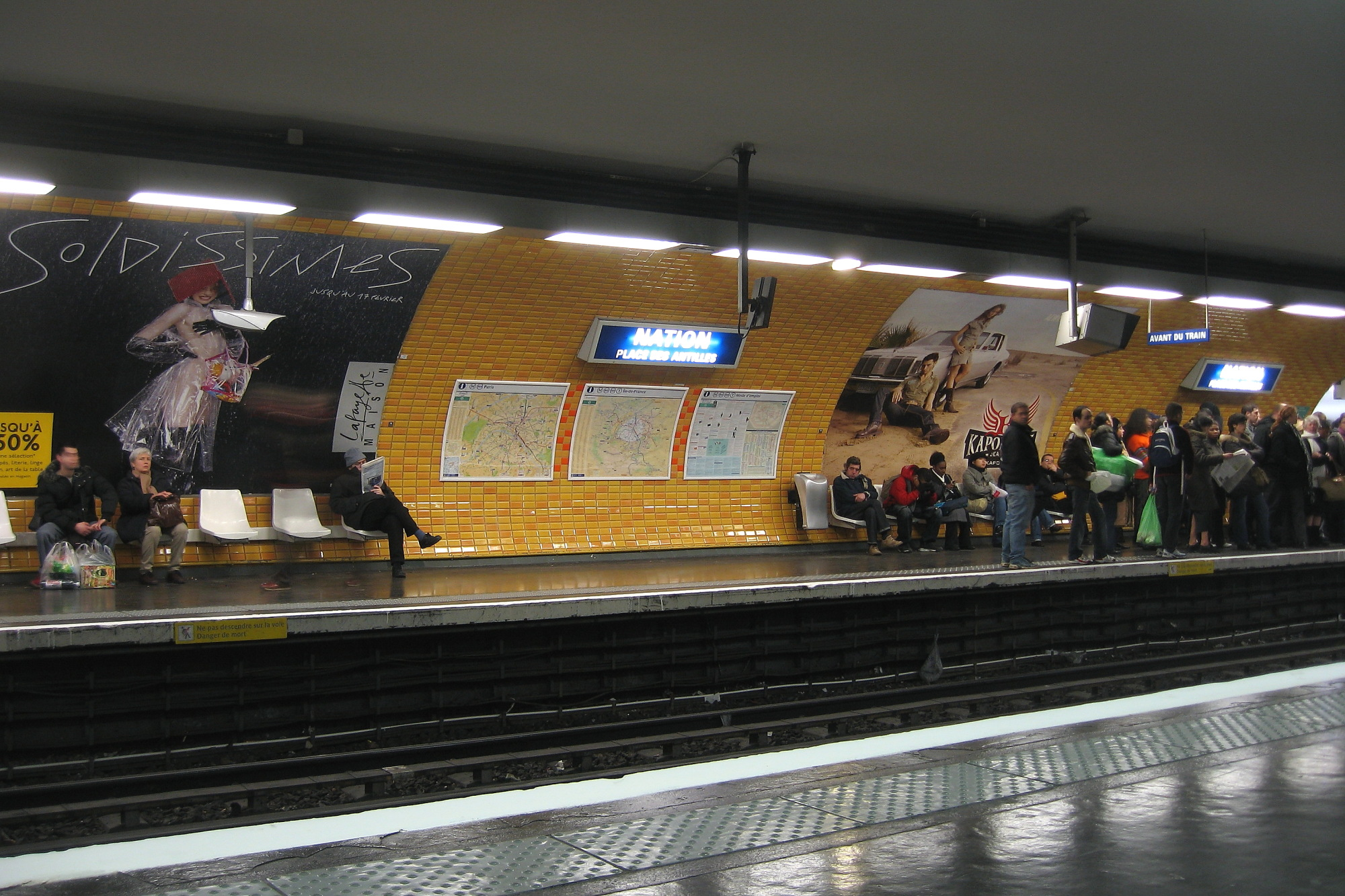
Nation
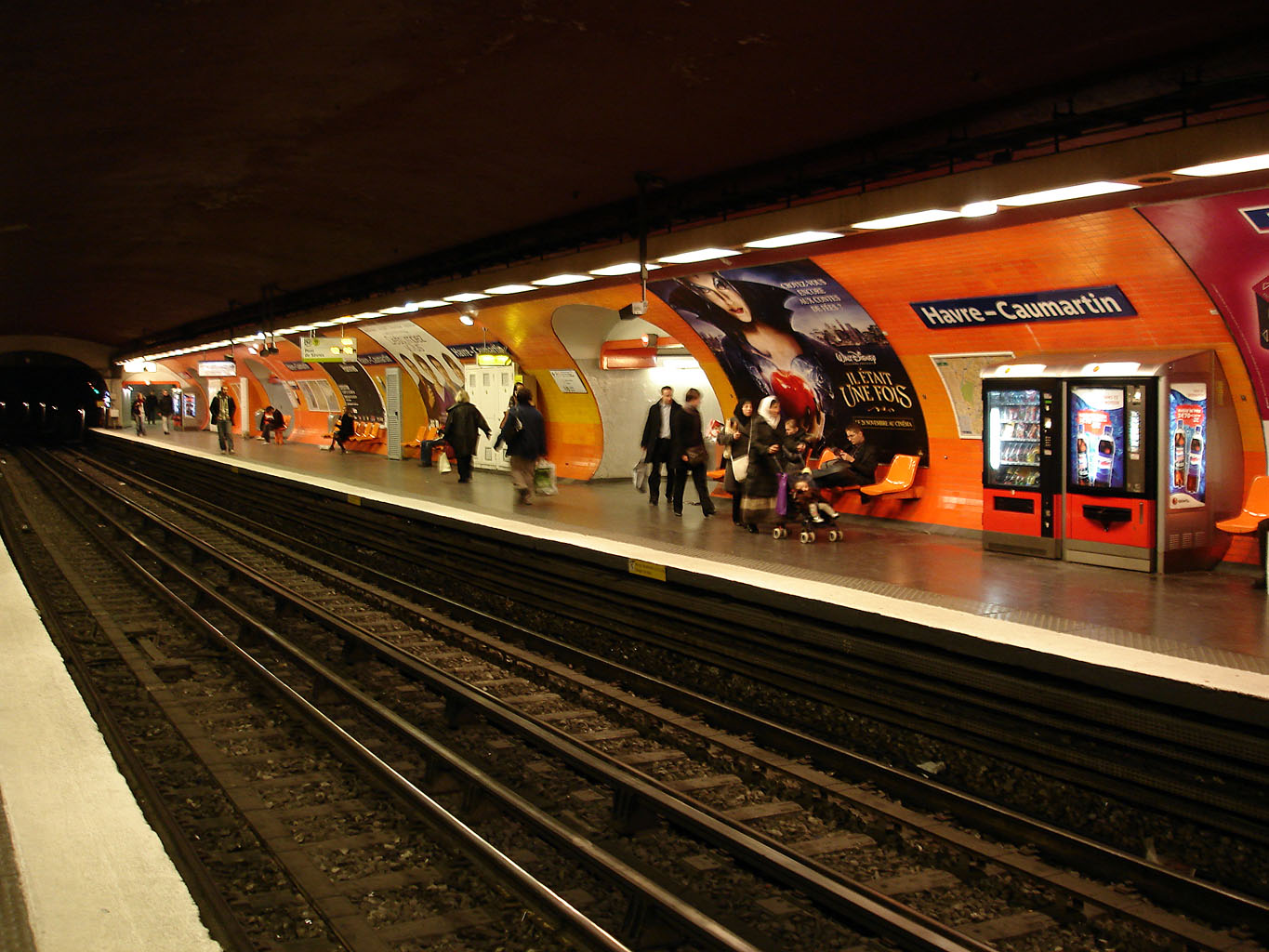
Havre – Caumartin
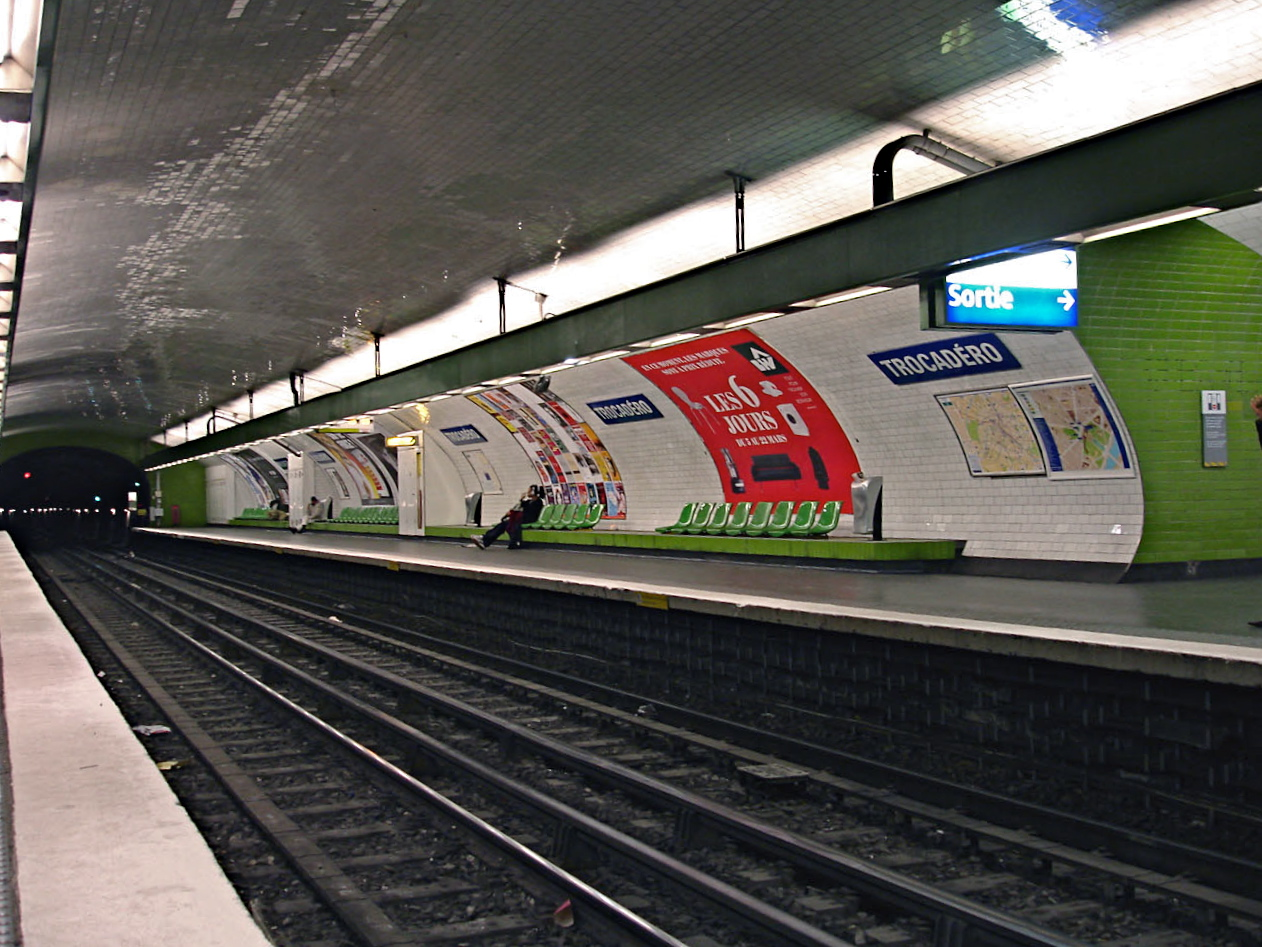
Trocadéro
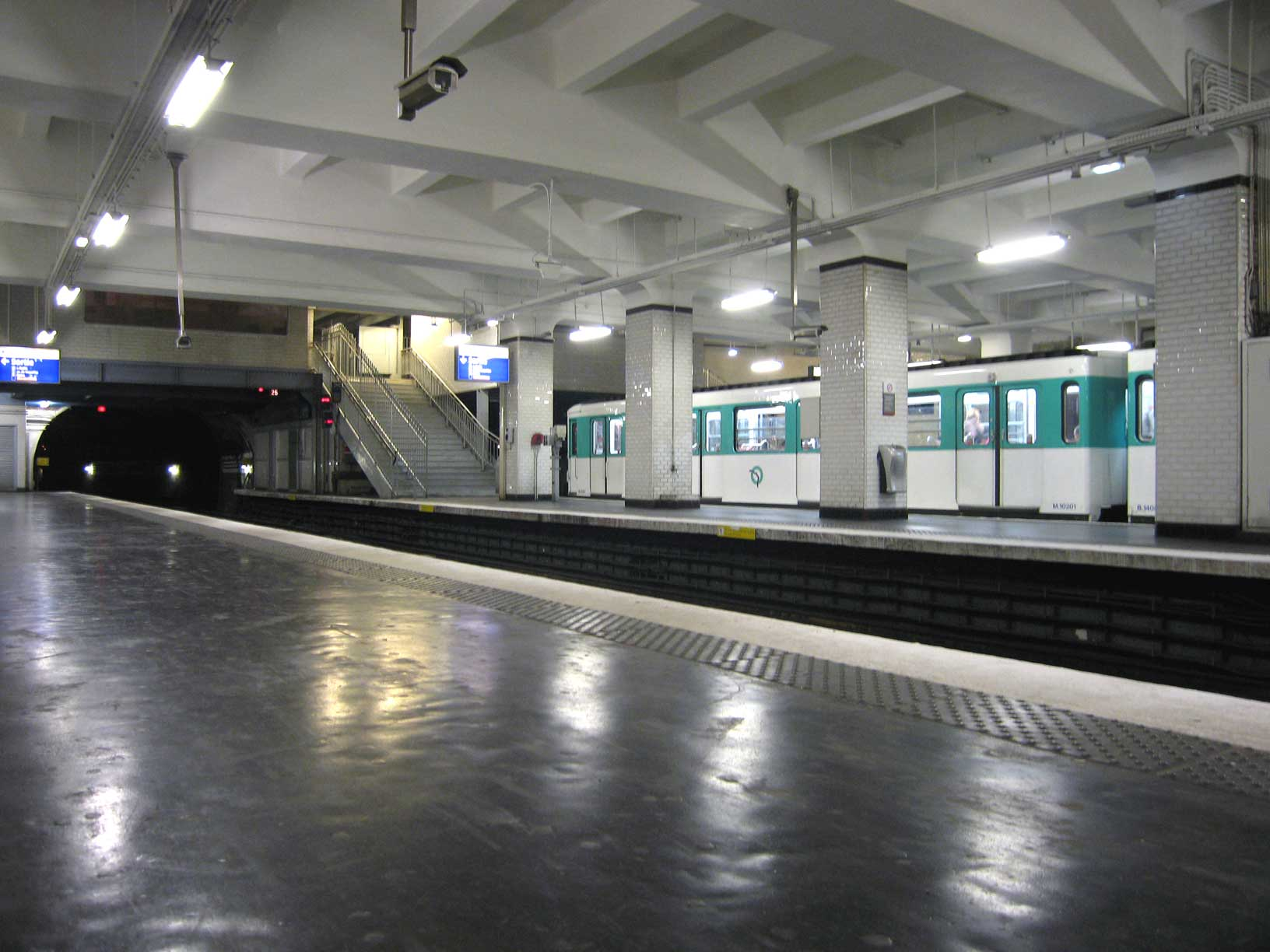
Porte de Saint-Cloud